# Malik Qutb al-Din ibn Izz al-Din
Qutb al-Din (+ 1386) fou malik mihrabànida de Sistan del 1380 al 1383. Era fill de Malik Izz al-Din ibn Rukn al-Din Mahmud.
Apartat de qualsevol càrrec influent durant el govern del seu pare, Qutb al-Din va madurar un gran ressentiment i es va alliar amb una facció d'oposició que volia enderrocar al seu pare i matar l'influent visir Muhammad "Ata"; quan va esclatar la revolta (1380) es va posar al seu front i l'exèrcit del pare, que estava absent de cacera, fou derrotat. Izz al-Din va fugir a Herat amb els kàrtides i amb el suport del Malik Ghiyath al-Din Pir Ali i del malik de Farah Iksandar ibn Inaltigin ba tornar a Sistan i va recuperar la capital Zarandj. Però al final de l'any molts nobles i caps militars van cridar a Qutb al-Din que havia fugit de Zarandj, i que va retornar i va derrotar els invasors i va forçar altre cop al seu pare a l'exili. Desmoralitzat Izz al-Din va renunciar a la lluita i va retornar abdicant en el seu fill.
En el seu primer any al poder, el 1281, va consolidar el seu control del Sistan i va dirigir un exèrcit contra Uq, on va matar diversos terratinents locals que se li oposaven.
Mentre l'amir Timur (Tamerlà) havia començar a expandir-se per l'Afganistan i l'Iran i el 1381 va deposar Malik Ghiyath al-Din Pir Ali d'Herat al que després va perdonar i va permetre restar al poder (fins a la deposició definitiva el 1389). El 1382 un enviat de Tamerlà va arribar a la cort de Zarandj i va reclamar un ostatge com a signe de bona fe; Qutb al-Din va enviar al seu parent Taj al-Din Shah-i Shahan a la cort de Tamerlà amb una oferta de tribut; l'ambaixador va causar molt bona impressió a Tamerlà, que va acceptar el tribut i el va deixar retornar a Sistan.
No obstant el novembre de 1383 Tamerlà es va presentar a Sistan amb un exèrcit i va fer noves peticions; les converses no van tenir èxit i es va lliurar una batalla en la qual els mihrabànides foren derrotats; després de construir una piràmide de cranis humans amb els soldats mihrabànides morts, Tamerlà va marxar sobre Zarandj i Qutb al-Din fou fet presoner. Tamerlà va posar al poder a Taj al-Din Shah-i Shahan; la província fou assolada i Qutb al-Din deportat a Samarcanda on fou executat tres anys després quan tenia uns 30 anys.